# U-761
| U-761                      | U-761                                                          | U-761                                                          |
| -------------------------- | -------------------------------------------------------------- | -------------------------------------------------------------- |
|                            |                                                                |                                                                |
|                            |                                                                |                                                                |
| U-761 тоне                 |                                                                |                                                                |
| Під прапором               | Третій рейх                                                    | Третій рейх                                                    |
| Спуск на воду              | 26 вересня 1942 року                                           | 26 вересня 1942 року                                           |
| Виведений зі складу флоту  | 24 лютого 1944 року                                            | 24 лютого 1944 року                                            |
| Сучасний статус            | затоплений                                                     | затоплений                                                     |
| Проєкт                     |                                                                |                                                                |
| Тип ПЧ                     | Торпедний ДПЧ                                                  | Торпедний ДПЧ                                                  |
| Основні характеристики     |                                                                |                                                                |
| Швидкість (надводна)       | 17,7 вузла                                                     | 17,7 вузла                                                     |
| Швидкість (підводна)       | 7,6 вузла                                                      | 7,6 вузла                                                      |
| Робоча глибина занурення   | 100 м                                                          | 100 м                                                          |
| Гранична глибина занурення | 220 м                                                          | 220 м                                                          |
| Екіпаж                     | 47 осіб                                                        | 47 осіб                                                        |
| Розміри                    |                                                                |                                                                |
| Довжина найбільша (по КВЛ) | 67,1 м                                                         | 67,1 м                                                         |
| Ширина корпусу найб.       | 6,2 м                                                          | 6,2 м                                                          |
| Висота                     | 9,6 м                                                          | 9,6 м                                                          |
| Середня осадка (по КВЛ)    | 4,70 м                                                         | 4,70 м                                                         |
| Водотоннажність надводна   | 769 т                                                          | 769 т                                                          |
| Озброєння                  |                                                                |                                                                |
| Артилерія                  | одна палубна гармата калібру 88-мм, одна 20-мм зенітна гармата | одна палубна гармата калібру 88-мм, одна 20-мм зенітна гармата |
| Торпедно- мінне озброєння  | 4 носових і один кормовий ТА. 14 торпед або 26 мін             | 4 носових і один кормовий ТА. 14 торпед або 26 мін             |

U-761 — німецький підводний човен типу VIIC, часів  Другої світової війни.
Замовлення на будівництво човна було віддане 9 жовтня 1939 року. Човен був закладений на верфі суднобудівної компанії «Kriegsmarinewerft» у місті Вільгельмсгафен 16 грудня 1940 року під заводським номером 144, спущений на воду 26 вересня 1942 року, 3 грудня 1942 року увійшов до складу 8-ї флотилії. Також за час служби входив до складу 9-ї флотилії. Єдиним командиром підводного човна був оберлейтенант-цур-зее Горст Гайдер.
Човен зробив 2 бойових походи, в яких не потопив і не пошкодив жодного судна.
Затоплений власним екіпажем 24 лютого 1944 року в Гібралтарській протоці північніше Танжеру (35°55′ пн. ш. 05°45′ зх. д. / 35.917° пн. ш. 5.750° зх. д.) після отримання важких ушкоджень від глибинних бомб британських есмінців «Ентоні», «Вішарт», британської Каталіни та американських літаків Каталіна та Вентура. 9 членів екіпажу загинули, 48 врятовані.